# Argentina-Bolívia em futebol

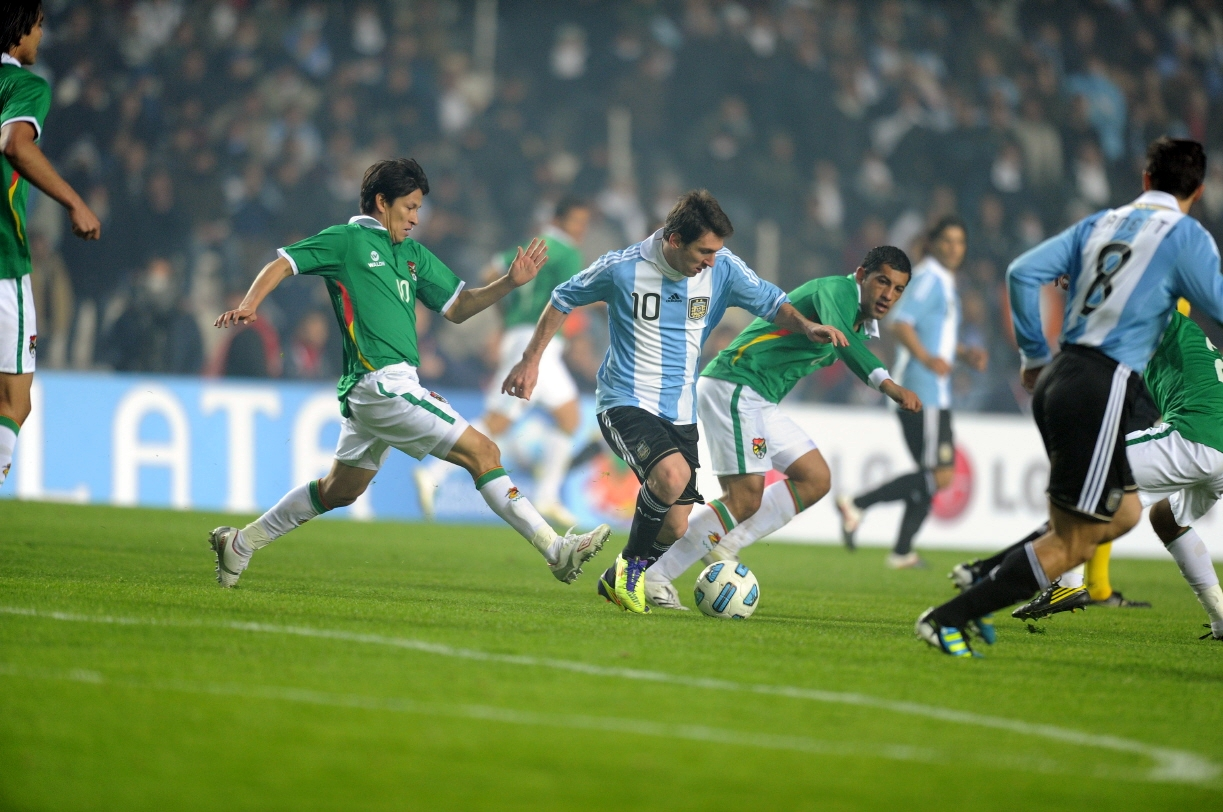
Lionel Messi conduz a bola em confronto entre Argentina e Bolívia pela Copa América de 2011.

Argentina-Bolívia em futebol refere-se ao confronto entre as seleções da Argentina e da Bolívia no futebol.

## Histórico
Histórico do confronto entre Argentina e Bolívia no futebol profissional, categoria masculino:
| Data                   | Cidade                 | Jogo                | Resultado | Competição                                 |
| 16 de outubro de 1926  | Santiago Chile         | Argentina - Bolívia | 5 - 0     | Copa América de 1926                       |
| 30 de outubro de 1927  | Lima Peru              | Argentina - Bolívia | 7 - 1     | Copa América de 1927                       |
| 18 de janeiro de 1945  | Santiago Chile         | Argentina - Bolívia | 4 - 0     | Copa América de 1945                       |
| 19 de janeiro de 1946  | Buenos Aires Argentina | Argentina - Bolívia | 7 - 1     | Copa América de 1946                       |
| 4 de dezembro de 1947  | Guayaquil Equador      | Argentina - Bolívia | 7 - 0     | Copa América de 1947                       |
| 6 de outubro de 1957   | La Paz Bolívia         | Bolívia - Argentina | 2 - 0     | Eliminatórias para a Copa do Mundo de 1958 |
| 27 de outubro de 1957  | Buenos Aires Argentina | Argentina - Bolívia | 4 - 0     | Eliminatórias para a Copa do Mundo de 1958 |
| 11 de março de 1959    | Buenos Aires Argentina | Argentina - Bolívia | 2 - 0     | Copa América de 1959                       |
| 28 de março de 1963    | La Paz Bolívia         | Bolívia - Argentina | 3 - 2     | Copa América de 1963                       |
| 17 de agosto de 1965   | Buenos Aires Argentina | Argentina - Bolívia | 4 - 1     | Eliminatórias para a Copa do Mundo de 1966 |
| 29 de agosto de 1965   | La Paz Bolívia         | Bolívia - Argentina | 1 - 2     | Eliminatórias para a Copa do Mundo de 1966 |
| 22 de janeiro de 1967  | Montevidéu Uruguai     | Argentina - Bolívia | 1 - 0     | Copa América de 1967                       |
| 27 de julho de 1969    | La Paz Bolívia         | Bolívia - Argentina | 3 - 1     | Eliminatórias para a Copa do Mundo de 1970 |
| 24 de agosto de 1969   | Buenos Aires Argentina | Argentina - Bolívia | 1 - 0     | Eliminatórias para a Copa do Mundo de 1970 |
| 9 de setembro de 1973  | Buenos Aires Argentina | Argentina - Bolívia | 4 - 0     | Eliminatórias para a Copa do Mundo de 1974 |
| 23 de setembro de 1973 | La Paz Bolívia         | Bolívia - Argentina | 0 - 1     | Eliminatórias para a Copa do Mundo de 1974 |
| 27 de junho de 1975    | Cochabamba Bolívia     | Bolívia - Argentina | 1 - 2     | Copa Cornelio Saavedra                     |
| 18 de julho de 1979    | La Paz Bolívia         | Bolívia - Argentina | 2 - 1     | Copa América de 1979                       |
| 8 de agosto de 1979    | Buenos Aires Argentina | Argentina - Bolívia | 3 - 0     | Copa América de 1979                       |
| 10 de julho de 1989    | Goiânia Brasil         | Argentina - Bolívia | 0 - 0     | Copa América de 1989                       |
| 17 de junho de 1993    | Guayaquil Equador      | Argentina - Bolívia | 1 - 0     | Copa América de 1993                       |
| 8 de julho de 1995     | Paysandú Uruguai       | Argentina - Bolívia | 2 - 1     | Copa América de 1995                       |
| 24 de abril de 1996    | Buenos Aires Argentina | Argentina - Bolívia | 3 - 1     | Eliminatórias para a Copa do Mundo de 1998 |
| 2 de abril de 1997     | La Paz Bolívia         | Bolívia - Argentina | 2 - 1     | Eliminatórias para a Copa do Mundo de 1998 |
| 4 de junho de 2000     | Buenos Aires Argentina | Argentina - Bolívia | 1 - 0     | Eliminatórias para a Copa do Mundo de 2002 |
| 25 de abril de 2001    | La Paz Bolívia         | Bolívia - Argentina | 3 - 3     | Eliminatórias para a Copa do Mundo de 2002 |
| 15 de novembro de 2003 | Buenos Aires Argentina | Argentina - Bolívia | 3 - 0     | Eliminatórias para a Copa do Mundo de 2006 |
| 26 de março de 2005    | La Paz Bolívia         | Bolívia - Argentina | 1 - 2     | Eliminatórias para a Copa do Mundo de 2006 |
| 17 de novembro de 2007 | Buenos Aires Argentina | Argentina - Bolívia | 3 - 0     | Eliminatórias para a Copa do Mundo de 2010 |
| 1 de abril de 2009     | La Paz Bolívia         | Bolívia - Argentina | 6 - 1     | Eliminatórias para a Copa do Mundo de 2010 |
| 1 de julho de 2011     | La Plata Argentina     | Argentina - Bolívia | 1 - 1     | Copa América de 2011                       |
| 11 de novembro de 2011 | Buenos Aires Argentina | Argentina - Bolívia | 1 - 1     | Eliminatórias para a Copa do Mundo de 2014 |
| 26 de março de 2013    | La Paz Bolívia         | Bolívia - Argentina | 1 - 1     | Eliminatórias para a Copa do Mundo de 2014 |
| 5 de junho de 2015     | San Juan Argentina     | Argentina- Bolívia  | 5 - 0     | jogo amigável                              |
| 4 de setembro de 2015  | Houston Estados Unidos | Argentina- Bolívia  | 7 - 0     | jogo amigável                              |
| 29 de março de 2016    | Córdoba Argentina      | Argentina- Bolívia  | 2 - 0     | Eliminatórias para a Copa do Mundo de 2018 |
| 14 de junho de 2016    | Seattle Estados Unidos | Argentina- Bolívia  | 3 - 0     | Copa América de 2016                       |
| 28 de março de 2017    | La Paz Bolívia         | Bolívia- Argentina  | 2 - 0     | Eliminatórias para a Copa do Mundo de 2018 |
| 13 de outubro de 2020  | La Paz Bolívia         | Bolívia- Argentina  | 1 - 2     | Eliminatórias para a Copa do Mundo de 2022 |
| 28 de junho de 2021    | Cuiabá Brasil          | Bolívia- Argentina  | 1 - 4     | Copa América de 2021                       |
| 9 de setembro de 2021  | Buenos Aires Argentina | Argentina-Bolívia   | 3 - 0     | Eliminatórias para a Copa do Mundo de 2022 |
| 12 de setembro de 2023 | La Paz Bolívia         | Bolívia- Argentina  | 0 - 3     | Eliminatórias para a Copa do Mundo de 2026 |
| 15 de outubro de 2024  | Buenos Aires Argentina | Argentina-Bolívia   | 6 - 0     | Eliminatórias para a Copa do Mundo de 2026 |

## Estatísticas
- Atualizado até 15 de outubro de 2024 [34]

| Equipe    | Jogos | Vitórias | Empates | Gols marcados |
| --------- | ----- | -------- | ------- | ------------- |
| Argentina | 43    | 31       | 5       | 116           |
| Bolívia   | 43    | 7        | 5       | 36            |

### Números por competição
| Competição                         | Jogos | Vitórias da Argentina | Empates | Vitórias da Bolívia | Gols da Argentina | Gols da Bolívia |
| ---------------------------------- | ----- | --------------------- | ------- | ------------------- | ----------------- | --------------- |
| Eliminatórias para a Copa do Mundo | 24    | 16                    | 3       | 5                   | 52                | 25              |
| Copa América                       | 16    | 12                    | 2       | 2                   | 50                | 10              |
| Jogo amigável                      | 2     | 2                     | 0       | 0                   | 12                | 0               |
| Copa Cornelio Saavedra             | 1     | 1                     | 0       | 0                   | 2                 | 0               |
| Total                              | 43    | 31                    | 5       | 7                   | 116               | 36              |

### Artilheiros
- Atualizado até 15 de outubro de 2024

| Gols        | Argentina | Bolívia |
| ----------- | --- | --- |
| 11 gols     | Lionel Messi | |
| 7 gols      | Sergio Aguero | |
| 5 gols      | | Marcelo Moreno |
| 4 gols      | Ezequiel Lavezzi, Norberto Méndez | Joaquín Botero |
| 3 gols      | Félix Loustau, Gabriel Batistuta, Hernán Crespo, Lautaro Martínez, Raúl Bernao | |
| 2 gols      | Alfredo Carricaberry, Ángel Di María, Ángel Labruna, Ariel Ortega, Ermindo Onega, Juan Carlos Salvini, Juan Román Riquelme, Luis Artime, Manuel Seoane, Mario Boyé, Mario Rodríguez, Miguel Brindisi, Omar Corbatta, René Pontoni, Roberto Cherro, Rubén Ayala, Segundo Luna | Jesús Reynaldo, Ramiro Blacut |
| 1 gol       | Abel Balbo, Alfredo Di Stéfano, Andrés D'Alessandro, Ángel Correa, Aníbal Tarabini, Antonio De Miguel, Benjamín Delgado, C. Asteciano, Carlos Ángel López, Daniel Passarella, Diego Maradona, Eliseo Prado, Enzo Fernández, Erik Lamela, Éver Banega, Gabriel Mercado, Gabino Sosa, Gustavo López, Humberto Recanatini, Joaquín Correa, Jorge Gaspari, José Rafael Albrecht, Juan Pablo Sorín, Julián Álvarez, Lucho González, Luciano Figueroa, Luciano Galletti, Néstor Gorosito, Nicolás González, Nicolás Tagliafico, Norberto Menéndez, Oscar Fornari, Pablo Aimar, Papu Gómez, Pedro Callá, René Alderete, Rinaldo Martino, Roberto Zárate, Thiago Almada, Vicente de la Mata, Victor Cuesta | Álex da Rosa, Demetrio Angola, Didí Torrico, Edivaldo Hermoza, Erwin Saavedra, Fernando Ochoaizpur, Fortunato Castillo, José Alfredo Castillo, Juan Américo Díaz, Juan Carlos Arce, Julio César Baldivieso, Líder Paz, Marco Sandy, Mario Algorta, Máximo Alcócer, Maximo Ramírez, Miguel Peredo, Ovidio Mezza, Percy Colque, Raúl Alvarez, Rolando Vargas, Wilfredo Camacho |
| Gols contra | - | José Ramos Delgado (1) |
| Total       | 116 | 36 |

## Decisões
| Data                | Placar                  | Competição             | Resultado        |
| ------------------- | ----------------------- | ---------------------- | ---------------- |
| 27 de junho de 1975 | Bolívia 1 - 2 Argentina | Copa Cornelio Saavedra | Argentina campeã |